# Milan Majstorović
Milan Majstorović (serbisch-kyrillisch Милан Мајсторовић; * 28. Januar 1983 in Novi Sad, SR Serbien) ist ein serbischer Basketballspieler, der üblicherweise auf der Position des Power Forwards eingesetzt wird. Er spielte unter anderem in der deutschen Basketball-Bundesliga für die EWE Baskets Oldenburg, mit denen er 2009 Deutscher Meister wurde. Seit 2013 spielt er in Polen für Trefl Sopot.

## Karriere
Der 2,07 m große Majstorović, der trotz seiner Größe als guter Distanzwerfer gilt, startete seine Basketballkarriere in der Jugendabteilung des damals noch jugoslawischen Klubs Spartak Subotica. Dort schaffte er schnell den Durchbruch und debütierte bereits mit 18 Jahren in der ersten Mannschaft des Vereins. Majstorović kämpfte sich schnell an das hohe Niveau heran, konnte in zwei Jahren durchschnittlich zwischen acht und neun Punkte pro Saison erzielen, und empfahl sich somit für höhere Aufgaben. Nach dem Gewinn der Goldmedaille bei der Sommer-Universiade 2003 mit der serbisch-montenegrinischen Studentenauswahl verließ der ehemalige Jugend- und Juniorennationalspieler den Verein und unterschrieb einen Vertrag beim KK Reflex Belgrad, wo er im ULEB Cup erstmals internationale Erfahrung sammeln konnte und 2004 die ABA-Liga gewann. Im Jahr darauf gewann man den serbisch-montenegrinischen Pokalwettbewerb. Nach zwei Jahren und einer international sehr erfolgreichen Saison, in der Majstorović 11,3 Punkte pro Partie erreichen konnte, wurde er 2007 vom CB Berri aus Bilbao in der spanischen Liga ACB verpflichtet. Hier konnte er sich jedoch nicht wie gewünscht in Szene setzen.
Nach Ablauf des Zweijahresvertrages holte der bosnisch-serbische Trainer Predrag Krunić Majstorović 2007 zum deutschen Erstligisten EWE Baskets aus Oldenburg in die Basketball-Bundesliga. In den Meisterschafts-Play-offs konnte man in der ersten Runde den Titelverteidiger Brose Baskets besiegen, verlor jedoch die Halbfinalserie gegen den späteren Titelgewinner ALBA Berlin. Die Basketball-Bundesliga 2008/09 wurde dann zur erfolgreichsten Spielzeit des Oldenburger Vereins, als man als Hauptrundendritter souverän mit einer Play-off-Niederlage erstmals in die Finalserie um die Meisterschaft einzog. Hier gewann man unter dramatischen Umständen in den Schlusssekunden des entscheidenden fünften Finalspiels gegen die Telekom Baskets Bonn erstmals die deutsche Meisterschaft für den Verein. Nach dem Gewinn des Champions Cup zu Beginn der folgenden Spielzeit trat die Mannschaft als Deutscher Meister auch erstmals im höchsten europäischen Vereinswettbewerb EuroLeague 2009/10 an, in der man in der Vorrunden jedoch nur einen Gruppensieg in zehn Spielen erzielte. In der Basketball-Bundesliga 2009/10 wurde man als Titelverteidiger jedoch diesmal auch Hauptrundenerster. In den Play-offs enttäuschte man jedoch und schied bereits in der ersten Runde nach nur einem Sieg in vier Spielen aus.
Nach dem enttäuschenden Saisonabschluss verließ Majstorović Oldenburg und ging erneut in die spanische Liga ACB, wo er einen Vertrag bei Assignia Bàsquet aus Manresa unterschrieb. Nach nur einer Saison in Spanien, in der Manresa nur den viertletzten Tabellenplatz belegte, kehrte er im Sommer 2011 zu den EWE Baskets nach Oldenburg zurück. In der Basketball-Bundesliga 2011/12 verpasste der Verein jedoch erstmals nach fünf Jahren den Einzug in die Meisterschafts-Play-offs. Neben Trainer Krunić bekam auch Majstorović anschließend keinen neuen Vertrag mehr. Anschließend unterschrieb Majstorović erst zur Saison 2013/14 einen neuen Vertrag beim polnischen Erstligisten Trefl aus Sopot.

## Erfolge
- 2003: Gewinn der Sommer-Universiade mit Serbien und Montenegro
- 2004: Gewinn der Adriatic League mit BC Reflex Belgrad
- 2005: Gewinn des Pokals in Serbien und Montenegro mit BC Reflex Belgrad
- 2009: Gewinn der deutschen Meisterschaft mit den EWE Baskets Oldenburg
- 2009: Gewinn des deutschen SuperCups mit den EWE Baskets Oldenburg